# Bitch Slap

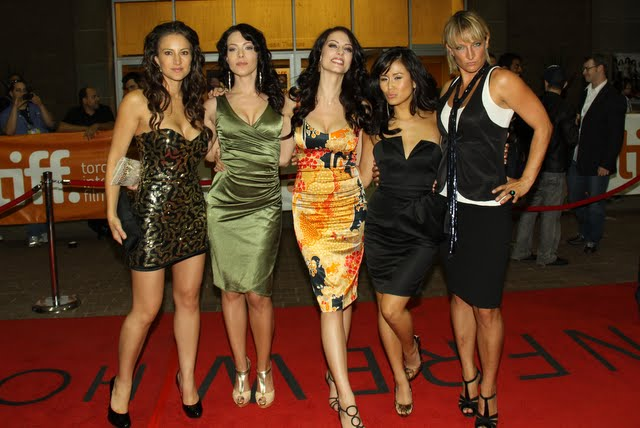
Cast zu Bitch Slap bei der Premiere

Bitch Slap ist ein Actionfilm aus dem Jahr 2009 unter der Regie von Rick Jacobson mit Julia Voth, Erin Cummings, America Olivo und Michael Hurst in den Hauptrollen. Einen Cameo-Auftritt haben Lucy Lawless, Kevin Sorbo, und Renée O’Connor. Allesamt sind aus den beiden aufeinander basierenden Fernsehserien Hercules und Xena – Die Kriegerprinzessin bekannt, in denen sie als Hercules, Iolaus, Xena und Gabrielle zu sehen waren. DVD-Verkaufsstart in Deutschland war am 15. April 2010.
Der Film ist zugleich Hommage und Parodie auf B-Movies und Exploitationfilme der 1950er-70er Jahre.
Er ist inspiriert von den Filmen Dragstrip Girl, Die Satansweiber von Tittfield und anderen Sexploitationfilmen.

## Handlung
Der Film ist mit Rückblenden gespickt; über diese erfährt der Zuschauer mehr über die Protagonisten.
Die Stripperin Trixie, die Drogen schmuggelnde Killerin Camero und die Powerfrau Hel haben Unterweltboss Gage in die Wüste verschleppt, um durch ihn an sein Versteck mit Diamanten im Wert von 200 Millionen Dollar zu kommen. Durch Folter versuchen die drei an den genauen Ort des Versteckes zu gelangen, welches direkt in der Nähe eines alten Pick-ups ist. Die Dinge geraten aber schnell außer Kontrolle. Als Gage Camero des Verrats bezichtigt, tötet sie ihn mit einem Kopfschuss. Als sie die Leiche vergraben wollen, bekommen sie Besuch von Deputy Fuchs. Dieser kann aber mit einer Ausrede abgewimmelt werden. Beim Graben nach der Beute stoßen die drei Frauen auf Hels Chef Phoenix. Sie lässt sich nichts anmerken. Trixie hingegen ist außer sich und stürmt in den Wohnwagen. Hel folgt ihr. Im Wohnwagen kommt es zwischen beiden zu intensiven Küssen. Wenig später werden beide von Camero gestört, welche außer sich ist und Hel nieder schlägt.
Hel durchsucht den Wohnwagen und findet eine streng geheime Waffe. Als sie wenig später mit Trixie nach draußen kommt, fehlt von Camero jede Spur. Sie wurde von Hot Wire und Kinki niedergeschlagen, die nun auch die beiden anderen Frauen bedrohen.
Während Camero und Hel nach der Beute graben müssen, dient Trixie Kinki als „Spielzeug“ und „Pferd“. Mitten in der Wüste finden Camero und Hel plötzlich einen Tresorraum, der mit einem Code gesichert ist. Allerdings weiß Hel den Code und kann ihn öffnen. Noch bevor Hot Wire und Kinki den Tresorraum leeren können, kommt Deputy Fuchs zu Hilfe. Kinki greift ihn nun mit einem Grinsen auf dem Gesicht an. Da Hot Wire abgelenkt ist, nutzt Camero die Chance und bricht ihm das Genick. Sie schnappt sich seine Waffe und richtet Kinki hin. Da Camero nun auf Deputy Fuchs losgeht, schießt Hel wild um sich, um die Situation zu entschärfen. Es kommt zum Streit zwischen Hel und Camero. Deputy Fuchs wird im Wohnwagen gefesselt. Hel fesselt Camero draußen an eine Kette und betritt zusammen mit Trixie den unterirdischen Tresor. Sie nehmen die Diamanten, ein Schwert und einen Metallzylinder mit. Als beide wieder nach oben kommen, hat sich Camero von ihrer Fesselung befreit. Es kommt zum Kampf zwischen Hel und Camero. Dabei fesselt Camero Hel und streckt Trixie nieder, überschüttet anschließend den Wohnwagen mit Benzin und entzündet das Feuer. Als sie mit Gages Wagen fliehen will, kann sich Hel gerade noch rechtzeitig befreien. Sie schießt mit der Waffe, die gleichzeitig auch ein Raketenwerfer ist, das Auto ab.
Hel erzählt Trixie, dass sie in Wirklichkeit die Geheimagentin Foxie69 ist und dass es ihr Auftrag war, eine Superwaffe von Gage wiederzubeschaffen. Die Diamanten und Camero waren dabei nur Tarnung. Allerdings sagt sie auch, dass sie das, was zwischen ihr und Trixie war, vermisst hat und sie mit ihr auf einer einsamen Insel leben möchte.
Plötzlich kommt Camero aus dem brennenden Auto und schießt Trixie an. Es kommt zum Kampf auf Leben und Tod zwischen Camero und Hel. Dabei scheint es, als sei Hel tot, und Camero verprügelt nun Trixie. Da Trixie nicht kämpfen will, meint Camero, dass sie „ficken“ muss. Als sie ihr den String-Tanga nach unten zieht, entdeckt Camero ein markantes Tattoo. Sie erkennt, dass Trixie die gleiche Person ist, mit der sie den besten Sex ihres Lebens hatte.
Camero ist darüber so erzürnt, dass sie Trixie mit dem Schwert erstechen will, doch Deputy Fuchs erschießt Camero. Dieser wird von Trixie mit einem Wurfstern getötet.
Mit einem Twist wird der ganze Film aufgeklärt: Trixie ist in Wirklichkeit die berüchtigte Unterweltfigur Pinky. Sie hat Hel indirekt angeheuert und ihr befohlen, Camero mit ins Boot zu holen, da sie die beiden verlorenen Seelen waren. Phoenix arbeitete in Wirklichkeit für Pinky, wurde allerdings nachlässig und wurde deswegen ausgeschaltet.
Grund der Mission war ein Schwert aus dem 16. Jahrhundert, welches Gage vor wenigen Monaten gestohlen hat.

## Kritiken
Bitch Slap erhielt ein schlechtes Presseecho, was sich auch in den Auswertungen US-amerikanischer Aggregatoren widerspiegelt. So erfasst Rotten Tomatoes überwiegend kritische Besprechungen und ordnet den Film dementsprechend als „Gammelig“ ein. Laut Metacritic zeigen die Bewertungen im Mittel „Überwältigende Ablehnung“.

„Getarnt als parodistisch angehauchte Hommage an die B-Movies und (S)Exploitationfilme der 60er und 70er à la Die Satansweiber von Tittfield, erweist sich Bitch Slap schnell als hochstilisierter Brocken Notgeilheit ohne jeglichen Charme. Eine sehr dünne, wirre und uninteressante Geschichte wird vergewaltigt, um sich so oft wie möglich an den drei Hauptdarstellerinnen laben zu können. Ginge in Ordnung, würde nicht alles an einem einzigen trostlosen Schauplatz in der Wüste stattfinden, lediglich abgelöst von uninspirierten Flashbacks in Form von beschämenden Greenscreen-Sequenzen, und würde nicht so schrecklich plump mit der Erotik umgegangen. Die Besetzung ist leider ganz auf das Niveau der Grundgeschichte abgestimmt, sodass der Bonus eines selbstironischen Stars auch wegfällt. […] Diese eiskalt berechnete Männerfantasie aus Lesben-Action, Catfights und Wet-T-Shirt-Contest ist stellenweise nur schwer erträglich, wenn man nicht […] blauäugigen Pubertätsopfern gehört. Der Film scheint […] im Klauen ganz gut zu sein […] und ist sichtlich um Rasanz bemüht, letztlich aber einfach nur geschmacklos und dreist wie peinlich. Eben wie seine Vorbilder ein Film, der höchstens dann an Charme gewinnen kann, wenn man ihn etwa 30 Jahre nach der Premiere sieht. Aber ob der Regisseur es darauf anlegte? Wohl kaum.“

In der Daily Variety, beschrieb Stuart Ford Bitch Slap als „totalen Exploitationstreifen – Mädchen, Titten, Knarren, und böse Jungs, in dieser Reihenfolge.“